# Campionati europei di atletica leggera indoor 2023 - Salto in lungo maschile
La gara dei salto in lungo maschile ai campionati europei di atletica leggera indoor di Istanbul 2023 si svolse dal 3 al 5 marzo 2023 presso l'Ataköy Athletics Arena.

## Podio
| Pos.    | Atleta              | Nazionalità |
| ------- | ------------------- | ----------- |
| Oro     | Miltiadīs Tentoglou | Grecia      |
| Argento | Thobias Montler     | Svezia      |
| Bronzo  | Gabriel Bitan       | Romania     |

## Qualificazione
18 atleti qualificati con il minimo (solo tre hanno superato il limite di 8,12 m, ossia Miltiadīs Tentoglou, Thobias Montler e Jules Pommery) o i World Athletics Rankings.

## Record
| Record                | Record          | Record | Record                          | Record          |
| --------------------- | --------------- | ------ | ------------------------------- | --------------- |
| Record mondiale       | Carl Lewis      | 8,79 m | New York, Stati Uniti d'America | 27 gennaio 1984 |
| Record europeo        | Sebastian Bayer | 8,71 m | Torino, Italia                  | 8 marzo 2009    |
| Record dei campionati | Sebastian Bayer | 8,71 m | Torino, Italia                  | 8 marzo 2009    |

## Programma
| Data    | Ora   | Turno          |
| ------- | ----- | -------------- |
| 3 marzo | 9:10  | Qualificazione |
| 5 marzo | 10:12 | Finale         |

## Risultati

### Qualificazioni
Si qualificano alla finale gli atleti che ottengono la misura di 7,95 m (Q) o i migliori 8 (q).
| Pos. | Atleta               | Nazione   | 1ª prova | 2ª prova | 3ª prova | Risultato | Note |
| ---- | -------------------- | --------- | -------- | -------- | -------- | --------- | ---- |
| 1    | Thobias Montler      | Svezia    | x        | 7,75 m   | 8,14 m   | 8,14 m    | Q    |
| 2    | Miltiadīs Tentoglou  | Grecia    | 7,91 m   | 8,03 m   |          | 8,03 m    | Q    |
| 3    | Gabriel Bitan        | Romania   | 8,03 m   |          |          | 8,03 m    | Q    |
| 4    | Jaime Guerra         | Spagna    | x        | 7,76 m   | 7,99 m   | 7,99 m    | Q    |
| 5    | Erwan Konaté         | Francia   | 6,97 m   | x        | 7,93 m   | 7,93 m    | q    |
| 6    | Bozhidar Sarâboyukov | Bulgaria  | x        | 7,67 m   | 7,89 m   | 7,89 m    | q    |
| 7    | Radek Juška          | Rep. Ceca | 7,82 m   | 7,86 m   | 7,84 m   | 7,86 m    | q    |
| 8    | Lazar Anić           | Serbia    | 7,54 m   | 7,75 m   | 2,29 m   | 7,75 m    | q    |
| 9    | Kristian Pulli       | Finlandia | 7,66 m   | 7,47 m   | x        | 7,66 m    |      |
| 10   | Jean-Pierre Bertrand | Francia   | 1,01 m   | 4,53 m   | 7,60 m   | 7,60 m    |      |
| 11   | Iker Arotzena        | Spagna    | 7,35 m   | 7,57 m   | 7,36 m   | 7,57 m    |      |
| 12   | Mattia Furlani       | Italia    | x        | x        | 7,57 m   | 7,57 m    |      |
| 13   | Henrik Flåtnes       | Norvegia  | x        | 7,45 m   | 7,55 m   | 7,55 m    |      |
| 14   | Strahinja Jovančević | Serbia    | x        | 7,50 m   | x        | 7,50 m    |      |
| 15   | Filip Pravdica       | Croazia   | 7,22 m   | x        | 7,39 m   | 7,39 m    |      |
| 16   | Marko Čeko           | Croazia   | 6,85 m   | x        | 7,39 m   | 7,39 m    |      |
| -    | Kristóf Pap          | Ungheria  | x        | x        | x        | nm        |      |
| -    | Jules Pommery        | Francia   | x        | x        | x        | nm        |      |

### Finale
| Pos.    | Atleta               | Nazione   | 1ª prova | 2ª prova | 3ª prova | 4ª prova | 5ª prova | 6ª prova | Risultato | Note                                     |
| ------- | -------------------- | --------- | -------- | -------- | -------- | -------- | -------- | -------- | --------- | ---------------------------------------- |
| Oro     | Miltiadīs Tentoglou  | Grecia    | 8,30 m   | 8,16 m   | x        | 8,05 m   | 8,07 m   | 8,29 m   | 8,30 m    |                                          |
| Argento | Thobias Montler      | Svezia    | x        | 8,19 m   | 8,14 m   | x        | x        | x        | 8,19 m    | =                                        |
| Bronzo  | Gabriel Bitan        | Romania   | 7,82 m   | 7,43 m   | 7,69 m   | x        | 8,00 m   | x        | 8,00 m    |                                          |
| 4       | Bozhidar Sarâboyukov | Bulgaria  | 7,76 m   | 7,68 m   | x        | x        | x        | 7,97 m   | 7,97 m    | Miglior prestazione personale            |
| 5       | Radek Juška          | Rep. Ceca | 7,69 m   | 7,85 m   | x        | 7,94 m   | x        | x        | 7,94 m    | Miglior prestazione personale stagionale |
| 6       | Jaime Guerra         | Spagna    | 7,65 m   | 7,67 m   | 7,84 m   | 7,75 m   | x        | 7,78 m   | 7,84 m    |                                          |
| 7       | Erwan Konaté         | Francia   | x        | 7,54 m   | x        | x        | 7,65 m   | 7,55 m   | 7,65 m    |                                          |
| 8       | Lazar Anić           | Serbia    | 2,48 m   | r        |          |          |          |          | 2,48 m    |                                          |